# Villamaría (kommun)
Villamaría är en kommun i Colombia.   Den ligger i departementet Caldas, i den centrala delen av landet, 160 km väster om huvudstaden Bogotá. Antalet invånare är 46 322. Arean är 461 kvadratkilometer.
Terrängen i Villamaría är bergig åt nordost, men åt sydväst är den kuperad.